# Personalità del diritto
La personalità del diritto è un principio secondo il quale il diritto da applicare nelle controversie non è determinato per territorio ma sulla base del popolo al quale si appartiene. Già probabilmente in uso nell'antichità, ebbe gli esempi più significativi con l'instaurarsi dei regni romano-barbarici. Il suo opposto è la territorialità del diritto.
Dopo la caduta dell'Impero romano d'Occidente (476) e la successiva penetrazione delle popolazioni barbariche, su di uno stesso territorio si trovano a vivere popolazioni appartenenti a culture giuridiche totalmente diverse. I Romani seguivano un apparato giuridico evoluto ed elastico mentre le popolazioni barbariche non necessitavano di un robusto apparato di norme ma si basavano su provvedimenti di carattere consuetudinario per risolvere le loro controversie.
Inizialmente, a causa della scarsità di rapporti tra vincitori e vinti si continuò a rispettare il principio di personalità del diritto. Iniziarono a sorgere problemi quando, divenendo più intensi i rapporti tra le due popolazioni, iniziarono a sorgere controversie tra parti appartenenti a ordinamenti giuridici differenti. Così a partire dal VII secolo il sistema andò in crisi, unto di svolta appare quando il re dei Longobardi Liutprando concede ai romani e al proprio popolo di cambiare legge a piacimento durante le contrattazioni. Ciò a sua volta portò sempre più all'affermarsi di un diritto consuetudinario.
Periodicamente la personalità del diritto tornò a essere il regime prevalente. L'impero ottomano ad esempio aveva concesso alle comunità dei Paesi europei per le vertenze tra persone della stessa nazionalità il diritto di essere giudicati dal proprio console. Tale regime giuridico prese il nome di capitolazioni dell'Impero ottomano. In età moderna, esempi di personalità di diritto si ebbero durante il colonialismo quando l'impero britannico e la Francia permisero ai popoli, rispettivamente di India e Algeria, di mantenere le proprie leggi durante la dominazione.